# 海形海山
海形海山（かいかたかいざん）は東京の南方にある海底火山。最浅部（北緯26度40分00秒 東経140度55分45秒 / 北緯26.66667度 東経140.92917度）の標高は-165m。活火山に分類されている。活動の記録はない。

海形海山の熱水域ではオオマユガイやシンカイフネアマガイなどが確認されており、これらを含む海域は「相模トラフ・南部海山」の一部として、生物多様性の観点から重要度の高い海域に選定されている。